# Kežmarské Žľaby
Kežmarské Žľaby (polsky Kieżmarskie Żłoby, německy Kesmarker Tränke, maďarsky Késmárki Itató) jsou osada na Slovensku a jedno z katastrálních území města Vysoké Tatry.

## Popis
Osada se nachází na konci Doliny Kežmarské Bielé vody mezi Tatranskou Kotlinou a Matliary v nadmořské výšce 908 - 915 m. Je tu rekreační zařízení pro mládež, hájovna, domy zaměstnanců TANAPu a autobusová zastávka. Vede tudy Cesta svobody.
Název obce pochází z koryt (žlabů) pro koně a dobytek, které byly nalezeny v místním hostinci.

## Historie
První stavby byly postaveny koncem 19. století; byly to městská kežmarská hájovna v r. 1885 a budova kežmarského střeleckého spolku v r. 1888, přičemž v obou se poskytoval nocleh. Další stavební rozvoj nastal následně. Osadu postihl v r. 1933 požár a část jí zničil. V r. 1947 byla osada připojena k Tatranské Lomnici a v r. 1999 se stala částí města Vysoké Tatry.

## Turistika
Obcí vede tzv. Zbojnický chodník, kterým lze dojít k Čierné vodě prameni a potom pokračovat po   do Tatranské Kotliny; doba chůze 1.35 hod. tam, 1.20 hod. zpět.
Po silnici směrem na Tatranskou Lomnici lze dojít k autobusové zastávce Kežmarská Bielá voda, odkud vede Dolinou Kežmarské Bielé vody (část cesty společně s) a Dolinou Zeleného plesa se dojde do chaty pri Zelenom plese; doba chůze 3.30 hod. tam, 3.10 hod. zpět.